# Kayla Barron
Kayla Jane Barron, född 19 september 1987 i Pocatello i Idaho, är en amerikansk astronaut. Hon togs ut till astronautgrupp 22 i juni 2017.

## USA:s flotta
Kayla Barron har tjänstgjort på Ohio-ubåten USS Maine (SSBN-741).

## NASA
I maj 2021 meddelade NASA att hon skulle delta i den bemannade flygningen SpaceX Crew-3. Hon påbörjade sin första rymdfärd den 11 november 2021 och gjorde sin första rymdpromenad den 2 december 2021. Hon gjorde sin andra rymdpromenad den 15 mars 2022.

## Rymdfärder
- SpaceX Crew-3, Expedition 66/67